# Louis Fourestier
Louis Félix André Fourestier né à Montpellier le 31 mai 1892 et mort à Paris (14e arrondissement) le 30 septembre 1976, est un violoncelliste, chef d'orchestre et compositeur français.

## Biographie
C'est dans sa ville natale que Louis Fourestier commença ses études en classe de violoncelle. Monté à Paris, il est admis au Conservatoire national de musique et de déclamation et devient l'élève d'André Gédalge, Guilmant, Leroux (classe d'harmonie) et Vincent d'Indy (direction d'orchestre). Brillant, il remporte le Premier Prix d'Harmonie en 1911 et le Premier Prix de contrepoint l'année suivante. Prix Rossini pour sa cantate Patria en 1924, il obtient en 1925 le Premier Prix de Rome  pour  La Mort d'Adonis et deux ans plus tard, le prix Heugel pour son poème symphonique Polynice.
Rentré de Rome, Fourestier est violoncelliste à l'Opéra-Comique. En 1927, il monte au pupitre de ce théâtre pour diriger Cavalleria rusticana de Mascagni. C'est le début d'une grande carrière de chef d'orchestre. L'année suivante, il dirige l'Orchestre symphonique de Paris. En 1938, il entre à l'Opéra de Paris où il succède à Philippe Gaubert. Il y restera jusqu'en 1965. De 1945 à 1963, il enseigne la direction d'orchestre au Conservatoire national de musique à Paris.
Yves Prin et Allain Gaussin comptent parmi ses élèves en classe de direction d'orchestre.
Fourestier a beaucoup fait pour la diffusion et la connaissance des compositeurs français avant la guerre, alors qu'ils étaient encore peu joués en concert. Par la suite, on lui doit des enregistrements remarqués par la critique, notamment La Mer et Nocturnes de Claude Debussy et les poèmes symphoniques et concertos pour piano de Saint-Saëns entre autres œuvres.
Il donne de nombreux concerts en France et à l'étranger. En 1946 et 1947, il dirige au Metropolitan Opera de New York.
Il était marié à la pianiste Lucette Descaves, épousée en secondes noces en 1967.

## Œuvres
- Patria, cantate (1924)
- La Mort d'Adonis, cantate (1925)
- Polynice, poème symphonique (1927)
- A Saint Valéry, poème symphonique (1930)
- Quatuor à cordes (1937)
- Offrande lyrique (1928)
- Le Coup de fusil, opéra-comique
- Adward
- Chant des guerriers
- Ave Maria

## Discographie sélective
Camille Saint-Saëns, les 5 concertos pour piano et orchestre, Jeanne-Marie Darré, piano, Orchestre de la Radiodiffusion Française, dir. Louis Forestier. 1955 1957 report CD Emi 1996. 
Camille Saint-Saens,  Samson et Dalila : Hélène Bouvier, José Luccioni, Charles Cambon, Orchestre de l'Opéra de Paris, dir. Louis Fourestier, (1946), (CD Naxos) 

## Sources
- Dictionnaire de la musique française, Marc Vignal, éditions Larousse, 1988